# Oblate dell'Assunzione religiose missionarie
Le Oblate dell'Assunzione Religiose Missionarie (in francese Oblates de l'Assomption Religieuses Missionnaires) sono un istituto religioso femminile di diritto pontificio: le suore di questa congregazione pospongono al loro nome la sigla O.A.

## Storia
La congregazione venne fondata da Emmanuel d'Alzon (1810-1880), vicario generale del vescovo di Nîmes. Nel 1850 aveva fondato gli Agostiniani dell'Assunzione che, su invito di papa Pio IX, iniziarono a lavorare per la riunione delle Chiese d'oriente e d'occidente: necessitando di collaboratrici per tale opera, il 24 maggio 1865 a Le Vigan diede inizio alle Oblate dell'Assunzione. Dal 1867 venne assistito nella direzione dell'istituto da Marie Correnson (1842-1900), ritenuta cofondatrice della congregazione.
Le Oblate dell'Assunzione si diffusero inizialmente in Bulgaria, dove aprirono scuole, ospedali e dispensari, e poi anche in Italia, in Belgio, nei Paesi Bassi e in Inghilterra.
Dopo la morte di Alzon, sorse un forte contrasto tra la Correnson e il nuovo superiore generale degli assunzionisti, François Picard, che voleva che le religiose dipendessero strettamente dal ramo maschile e chiedeva il trasferimento del noviziato da Le Vigan a Parigi. Le divergenze portarono alla divisione della congregazione in due rami autonomi: quello di Nîmes, soggetto alla Correnson, e quello di Parigi, diretto da Picard (la scissione fu sanzionata da François-Marie-Benjamin Richard, arcivescovo di Parigi).
Il ramo di Nîmes ricevette il pontificio decreto di lode il 14 febbraio 1893: negli anni successivi, grazie alla mediazione del nuovo superiore generale Gervais Quénard, si giunse al superamento delle divisioni tra i due rami della congregazione e la Santa Sede approvò la riunione il 22 giugno 1926.
Le Oblate dell'Assunzione vennero approvate il 3 giugno 1934 e le loro costituzioni definitivamente il 27 ottobre 1947. Nel 1963 confluirono nell'istituto le disciolte Suore Norbertine di Le Mesnil-Saint-Denis.

## Attività e diffusione
Le Oblate dell'Assunzione si dedicano all'istruzione e all'educazione cristiana della gioventù, all'apostolato della stampa, alla pastorale parrocchiale e ad altre attività di carattere sociale e sanitario. Al centro di ogni loro opera vi è l'impegno missionario.
Sono presenti in Europa (Belgio, Bulgaria, Francia, Italia, Paesi Bassi, Regno Unito, Romania, Russia), in Africa (Burkina Faso, Repubblica del Congo, Repubblica Democratica del Congo, Costa d'Avorio, Ruanda, Tanzania), in Asia (Corea del Sud, Israele, Turchia) e nelle Americhe (Brasile, Paraguay); la sede generalizia è in rue Lecourbe a Parigi.
Al 31 dicembre 2008 la congregazione contava 487 religiose in 79 case.